# Isomyia marginata
Isomyia marginata är en tvåvingeart som beskrevs av James 1970. Isomyia marginata ingår i släktet Isomyia och familjen Rhiniidae. Inga underarter finns listade i Catalogue of Life.